# قلعه استاد

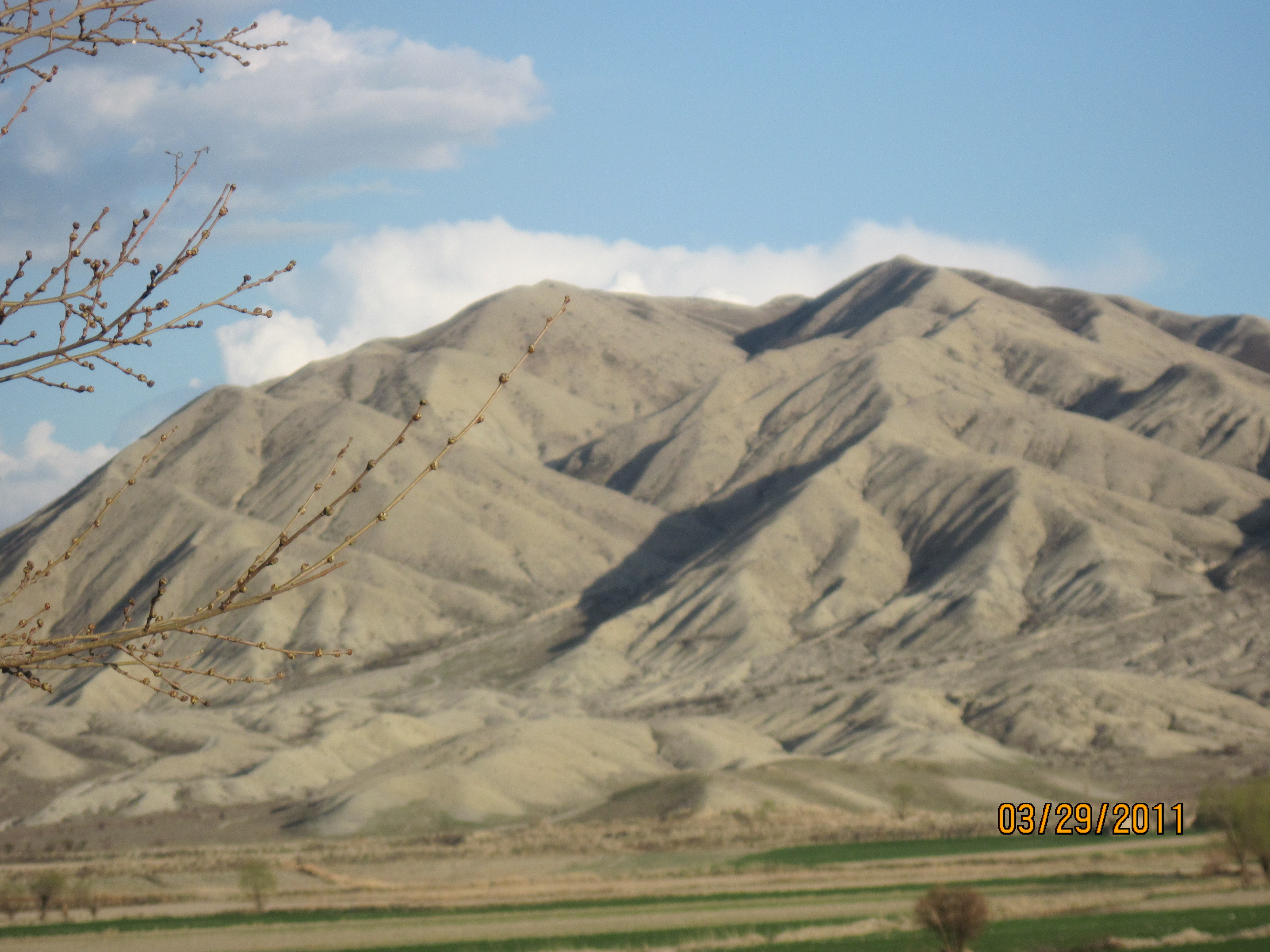
سمدان کوه

قلعه استاد، روستایی در دهستان اترک بخش مرکزی شهرستان مانه در استان خراسان شمالی ایران است.
مردم این روستا به زبان کردی کرمانجی گویش دارند.
این روستا دارای جاذبه‌های گردشگری از جمله چشمهٔ سمدانلو، چشمهٔ مه، و چشمهٔ چناره قوله می‌باشد. چشمهٔ چنار قوله دارای چندین درخت چنار است که برای اهالی روستا مقدس می‌باشد. روستای استاد در حاشیه رودخانه اترک واقع شده است به طوری که نیمی از روستا شمال رودخانه و نیمی در جنوب رودخانه واقع است و رودخانه از وسط روستا می‌گذرد.

## مقبره مراد بخش
در مجاورت روستا یک تپه باستانی وجود دارد که قدمت آن به سده دهم پس از میلاد می‌رسد. اسم تپه «مراد تپه» می‌باشد. در فاصله شش کیلومتری شمال روستا یک مقبره به نام مراد بخش قرار دارد.

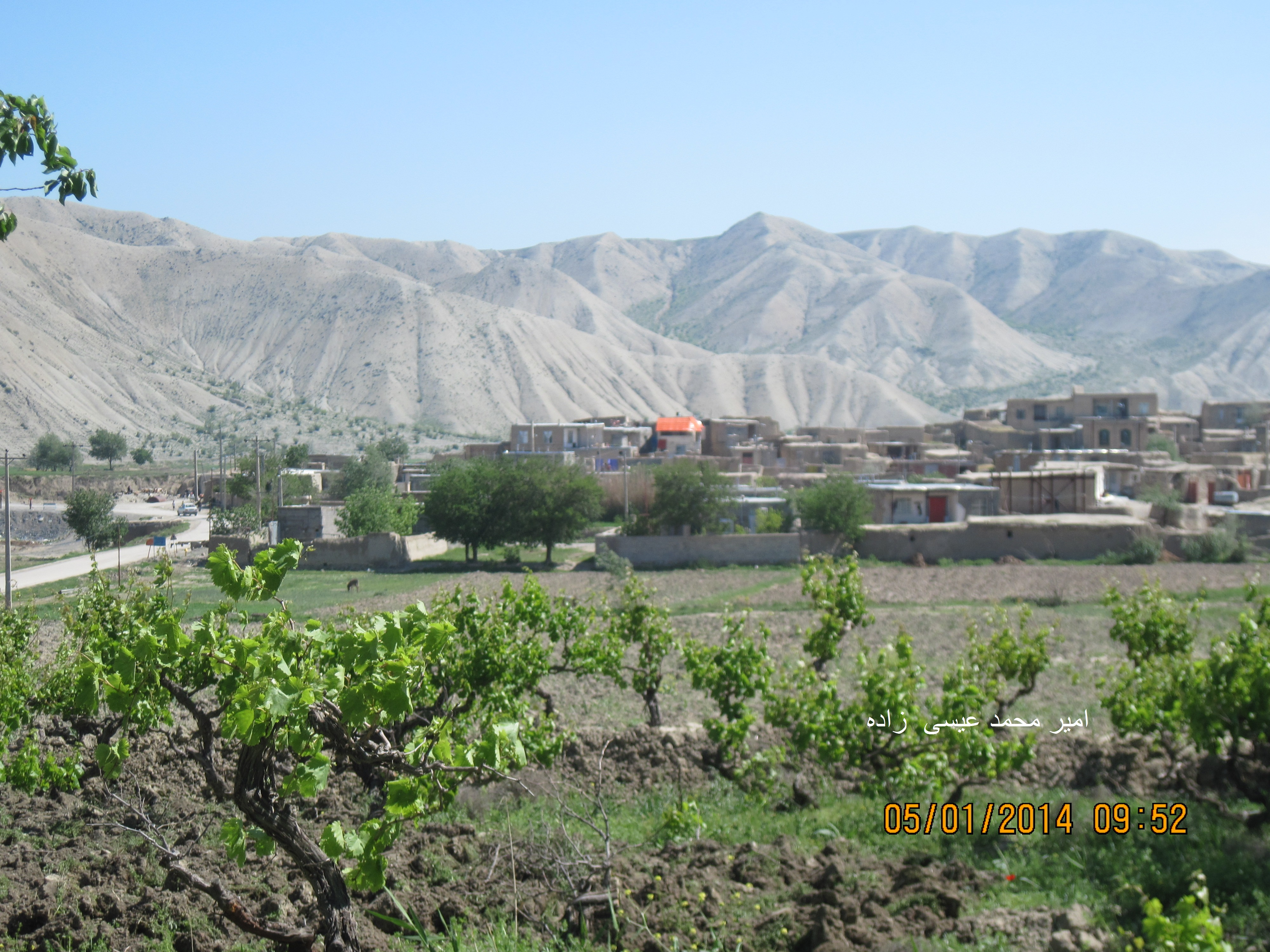
باغ انگور لاچین عیسی‌زاده

## جمعیت
بر پایه سرشماری عمومی نفوس و مسکن در سال ۱۳۹۵، جمعیت این روستا برابر با ۳۵۱ نفر (۱۰۹ خانوار) بوده است.